# سانی لئونه
کارنجیت کائور ووهرا (به انگلیسی: Karenjit Kaur Vohra)، شناخته شده با نام هنری سانی لئونه (به انگلیسی: Sunny Leone) مدل، بازرگان و هنرپیشه کانادایی-آمریکایی-هندی است. او همچنین هنرپیشه سابق فیلم‌های پورنوگرافی است. او در مجله پنت‌هاوس در سال ۲۰۰۳، به عنوان پت سال برگزیده شد و با شرکت ویوید انترتینمنت قرار داد بست. همچنین در مجله ماکسیم سال ۲۰۱۰، عنوان یکی از ۱۲ هنرپیشه فیلم‌های پورنو را به خود اختصاص داد.
سانی لئونه در سال ۲۰۱۱ با دنیل وبر ازدواج کرد.

## آغاز زندگی
سانی لئونه در سارنیا، انتاریو و در یک خانواده پنجابی به دنیا آمد. پدرش زاده تبت بود اما در دهلی بزرگ شده بود و مادرش در روستای کوچکی به نام ناهان در هند به دنیا آمده بود. در جوانی او دختر ورزشکاری بوده است و با پسرها هاکی خیابانی بازی می‌کرده است و نزدیک دریاچه یخ زده محل زندگی‌اش در زمستان اسکیت روی یخ بازی می‌کرده است. با این وجود که خانواده او سیک بودند، پدر و مادرش او را به مدرسه کاتولیک فرستادند چون احساس می‌کردند مدرسه همگانی برای او امن نیست. او در ۱۶ سالگی، به واسطه رابطه با یک بازیکن بسکتبال، پرده بکارتش را از دست داد، در ۱۸ سالگی به دوجنس‌گرا بودنش پی برد، و اولین بوسه اش را در ۱۱ سالگی داشته است، وقتی ۱۳ ساله بود خانواده‌اش به فورت گراتیوت در کالیفرنیا نقل زادگاه کردند و سپس به سفارش پدربزرگش برای جمع شدن خانواده به لیک فارست، کالیفرنیا رفتند. او در سال ۱۹۹۹ دبیرستان را تمام کرد و برای دانشگاه نام‌نویسی کرد.

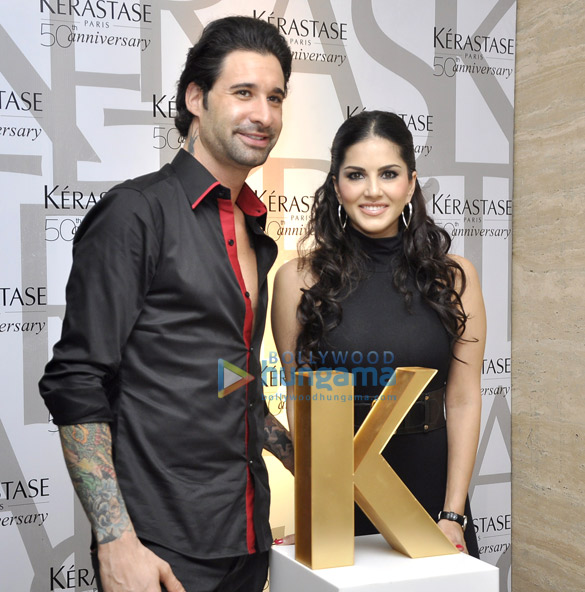
سانی و همسرش دنیل وبر

## زندگی حرفه‌ای

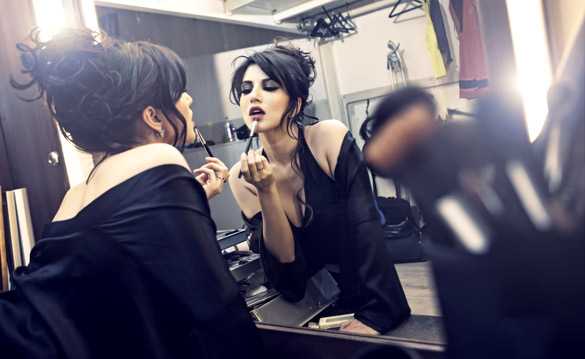
گلونی در حال آماده شدن برای صحنه

او پیش از فعالیت در صنعت پورنوگرافی در یک نانوایی آلمانی سپس در اتوسرویسی به نام جیفی لیوب و پس از آن در یک بنگاه فعال در امور مالیات و بازنشستگی کار می‌کرد. سانی وقتی که در دانشگاه در رشته پزشکی کودکان تحصیل می‌کرد همکلاسی‌اش که یک رقاص بود او را به یک عکاس مجله پنت هاوس معرفی کرد. او گفته که سانی نام واقعی‌اش است و لئونه را باب گوچونی مالک سابق پنت‌هاوس برای او برگزید. او برای مجله پنت‌هاوس عکس انداخت و مدل ماه مارس ۲۰۰۱ پنت هاوس لقب گرفت و پس از آن در مجله هاسلر و چند مجله دیگر، مانند؛ چری، های سوسیتی، سوانک، ای‌وی‌ان آنلاین، لگ ورلد و غیره حضور یافت.

### فعالیت در بالیوود
وی در سال ۲۰۱۲، با فیلم دلهره‌آور اروتیک جسم ۲، ساخته پوجا بات وارد بالیوود شد. او تا کنون در بیش از ۱۵ فیلم بالیوود بازی کرده و در این کار موفق بوده است.

## فیلم‌شناسی
فهرست برخی از فیلم‌هایی که سانی لئونه در آنها به ایفای نقش پرداخته است.
| نام فیلم            | سال  | نقش                   |
| ------------------- | ---- | --------------------- |
| جسم ۲               | ۲۰۱۲ | ایزنا                 |
| تیراندازی در وادالا | ۲۰۱۳ | لیلا                  |
| جکپات               | ۲۰۱۳ | مایا                  |
| داستان نفرت ۲       | ۲۰۱۴ | خودش                  |
| رعد و برق           | ۲۰۱۴ | حضور افتخاری          |
| لیلا یک معما        | ۲۰۱۵ | خودش                  |
| قضیه بودار است      | ۲۰۱۵ | شانایا                |
| سینگ بله می‌گوید     | ۲۰۱۵ | مسافر هواپیما         |
| مستی‌زاده            | ۲۰۱۶ | لیلا له‌له / لی‌لی له‌له |
| رابطه یک‌شبه         | ۲۰۱۶ | سلینا                 |
| فریب‌خورده عشق       | ۲۰۱۶ | وارما                 |
| رئیس                | ۲۰۱۷ | خودش                  |
| پادشاهان            | ۲۰۱۷ | خودش                  |
| بومی                | ۲۰۱۷ | خودش                  |
| در انتظار تو        | ۲۰۱۷ | روناک                 |
| دروغگوی ناکجا آباد  | ۲۰۱۹ | خودش                  |
| آرجون پاتیالا       | ۲۰۱۹ | بابی نارولا           |
| کندی                | ۲۰۲۳ | چارلی                 |